# Apanteles victoriatus
Apanteles victoriatus är en stekelart som beskrevs av Kotenko 1986. Apanteles victoriatus ingår i släktet Apanteles och familjen bracksteklar. Inga underarter finns listade i Catalogue of Life.